# Американське єврейське історичне товариство
Американське єврейське історичне товариство (англ. The American Jewish Historical Society, AJHS) — перше етнічне історичне товариство у США, засноване в 1892 році. Знаходиться у Нью-Йорку.

## Історія
Ідеї щодо створення товариства обговорювалися з другої половини 1880-х років. Потрібно було зібрати і опублікувати документи, що зберігалися в архівах у Вашингтоні та столицях старих колоній, для вивчення майбутніми вченими історії Американського Ізраїлю.
На першій організаційній зустрічі 7 червня 1892 президентом товариства був обраний американський державний діяч, дипломат і письменник Оскар Соломон Штраус. Метою товариства визначалося: «збирати і публікувати матеріали з історії нашої країни». У 1907 році мета змінилася на: «збирати і публікувати матеріали з історії Америки, просувати дослідження загальної єврейської історії та американської єврейської історії як її частини, у тому числі вивчати причини еміграції зрізних частин світу до цього континенту». Для виконання цього був заснований щорічник товариства «Publication of the American Jewish Historical Society» (з 51 тому називався — «American Jewish Historical Quarterly», на сучасному етапі — «American Jewish History»).

## Сучасність
Товариство з початку заснування перебувало в будинку Єврейської теологічної семінарії Нью-Йорку. У 1968 році на кошти від заповіту 4-го президента товариства Л. М. Фрідмана (Lee Max Friedman) для товариства було побудовано будинок на території кампусу університету Брандейса (Уолтхем, Массачусетс).
У 2000 році товариство разом з Американською сефардською федерацією, Інститутом Лео Бека, Музеєм Університету Ієшива та Інститутом єврейських досліджень YIVO розпочало роботи з зберігання і використання історичної документальної спадщини. Результатом спільної діяльності стало створення величезного депозитарію і дослідницького центру на Манхеттені в Нью-Йорку — Центру єврейської історії. Там зібрано більше 500 тис. томів друкованих видань і 100 млн документів за понад 700 років єврейської історії.

## Архів товариства
До 1947 року архів товариства був єдиною в США закладом, який ґрунтовно займався збором документів з історії американського єврейства.
Архів нараховує понад 25 млн документів, 50 тис. книг та фотографій з історії євреїв Північної Америки починаючи, з 1654 року.
В архіві зосереджена повна документація багатьох єврейських організацій, що діяли у США.